# Ondřej Boleslav Petr
Ondřej Boleslav Petr (ur. 8 lutego 1853 w Bruzowicach, zm. 27 czerwca 1893 tamże) – czeski aktor i nauczyciel, związany ze Śląskiem Cieszyńskim.
Pochodził z rodziny śląskich chłopów. Po wyrzuceniu go z niemieckiego gimnazjum w Cieszynie, ukończył cieszyńskie seminarium nauczycielskie. Następnie pracował w różnych szkołach na Śląsku Cieszyńskim. Zwolniony z pracy z powodu głoszenia antyniemieckich poglądów i jednocześnie porzucony przez narzeczoną rozpoczął karierę aktorską w wędrownych trupach teatralnych, a w ostatnich latach życia mieszkał w Mistku. Przyjaźnił się z Vladimírem Vaškiem, z którym podróżował po Beskidzie Śląskim. W wieku 40 lat popełnił samobójstwo. 
Według zachowanej korespondencji i wspomnień Ondřej Boleslav Petr pisał wiersze i baśnie, które jednak nie były publikowane i nie zachowały się po jego śmierci. Według niektórych badaczy literatury był współautorem Pieśni śląskich wydanych przez Vladimíra Vaška pod pseudonimem Petr Bezruč.